# Bandiere della marina degli Stati Confederati d'America

## Bandiere, fiamme e bandiere di bompresso, 1861-1863

### La bandiera della Marina

Bandiera della CSS Virginia

Bandiera della marina confederata come prescritta dal regolamento del 26 maggio 1863

La bandiera della Marina degli Stati confederati era uguale alla bandiera nazionale, il modello dal 1861 al 1863 nota come “Stars and Bars”. Era spiegata a poppa della nave.
Come la bandiera usata a terra, le “Stars and Bars” della Marina si trovano con un vario numero di stelle disposte in vario modo. Le bandiere della Marina avevano da sette a tredici stelle. Esse erano più spesso regolamentari di quanto non fossero quelle a terra, con le stelle in circolo, ma spesso il circolo racchiudeva una stella centrale. Esistono comunque altri modelli diversi da quelli a disposizione circolare.

### La fiamma

Fiamma della Marina degli Stati Confederati, 1861

Fiamma della CSS McRae

Fiamma illustrata in Memoirs of Service Afloat dell'ammiraglio Raphael Semmes, CSN

Nella Marina confederata la fiamma del 1861 era basata sulla “Stars and Bars”. Dato che quest'ultima deriva il suo disegno dalla “Stars and Stripes” degli Stati Uniti, la Fiamma del periodo 1861-1863 era assai simile a quella degli Stati Uniti.
Mentre la fiamma della Marina USA aveva l'unione con 13 stelle (7 per il naviglio sottile), e due strisce, una Bianca e una rossa, la Fiamma della Marina Confederata aveva le stelle corrispondenti in numero agli Stati della Confederazione, e tre strisce, rossa bianca e rossa. In relazione al momento di manifattura, come la Bandiera, la Fiamma poteva avere da sette a tredici stelle.
C'è una sola fiamma della Marina confederata di questo tipo, sopravvissuta: la fiamma della CSS McRae ha dieci stelle nella sua unione azzurra, e tre strisce. La striscia rossa inferiore è molto stretta, e suggerisce che questa fiamma possa essere stata ricavata da una Fiamma USA modificata.
Un'altra testimonianza sul disegno della fiamma in questo periodo si trova in “Memoirs of Service Afloat during the War Between the States”, dell'ammiraglio Raphael Semmes, CSN. Di fronte a pag. 124 si trova una tavola con i ritratti di alcuni ufficiali della CSS Alabama. Incluse fra le vignette navali vi sono due fiamme come sopra illustrato. Ambedue queste fiamme hanno otto stelle in due file da quattro sull'unione e tre strisce, rossa, bianca e rossa.

### Bandiera di bompresso

Bandiera di bompresso della CSS Atlanta

Per tradizione ereditata dalla marina britannica, la bandiera di bompresso della marina è il cantone della bandiera. La marina confederata portò avanti questa tradizione. Poiché nel periodo 1861-1863 la bandiera era la Stars and Bars, la bandiera di bompresso era una bandiera azzurra caricata di stelle bianche. Tranne che per il numero delle stelle, era identica alla bandiera di bompresso della marina unionista.
L'unica bandiera di bompresso di questo periodo sopravvissuta è quella della CSS Atlanta. Ha solo sette stelle, e sebbene fosse a bordo dell'Atlanta quando questa fu catturata nel giugno 1863, potrebbe datare ad un periodo precedente. Come la bandiera, le bandiere di bompresso in uso in questo periodo probabilmente potevano avere un numero di stelle variabile da sette a tredici.

## Bandiere, Fiamme e Bandiere di bompresso, 1863-1865

### La Bandiera della Marina
La bandiera della Marina degli Stati confederati era uguale alla bandiera nazionale, nel modello fra il 1863 e il 1865 noto come Stainless Banner.
Venticinque giorni dopo che la Stainless Banner era diventata la bandiera confederata ufficiale, il Segretario della Marina pubblicò il regolamento per le bandiere della marina. Invece delle dimensioni in rapporto di 1 a 2 ufficialmente prescritte per la bandiera nazionale, il regolamento prescriveva che la bandiera avesse una lunghezza pari a una volta e mezza l'ampiezza. Nei fatti, le bandiere nazionali preparate a quel tempo per l'esercito corrispondevano nelle proporzioni al regolamento della marina.

### La fiamma

Fiamma della Marina Confederata, 1863

Variante della Fiamma

La nuova fiamma prescritta nel regolamento del 1863 era basata sul disegno della nuova bandiera. Non esistono, comunque, esemplari di una fiamma conforme al regolamento.
Sopravvive una fiamma della Marina confederata che, non conforme al regolamento, è modellata sulla “Stainless Banner”. Ha il campo bianco, ma al posto dell'elaborato disegno previsto dal regolamento, l'unione è un campo rosso con una croce azzurra bordata di bianco senza stelle.

### La bandiera di bompresso

Bandiera di bompresso della CSS Atlanta

Mantenendo la tradizione di cui si è parlato, la bandiera di bompresso del 1863 era una versione rettangolare del cantone della Bandiera, simile nel disegno alla bandiera da combattimento usata nell'armata del Tennessee dal tardo 1863 al 1865.

## Insegne di comando per ammiragli e commodori

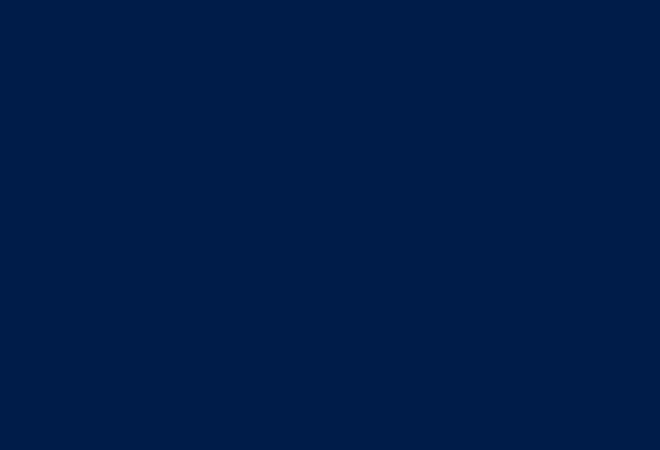
Bandiera azzurra dell’Ammiraglio Franklin Buchanan

Ammiragli e commodori si chiamano "flag officers" (ufficiali di bandiera), perché hanno il diritto a issare insegne di comando. Una "flag ship" (nave bandiera) è la nave della flotta su cui imbarca l'ammiraglio od il commodoro in comando, e sul quale sventola la sua insegna al posto della fiamma.
Nella Marina USA dal 1858 al 1866, un ammiraglio issava una bandiera rettangolare a tinta unita, azzurra, rossa o bianca a seconda del suo rango, azzurra per il rango più elevato. I commodori issavano simili similar "fiamme larghe" colorate, a coda di rondine, assottigliate lungo il margine superiore e decorate con stele bianche (azzurre sulla fiamma bianca), corrispondenti nel numero agli Stati dell'Unione.
L'ammiraglio Franklin Buchanan, che comandava la CSS Virginia durante le sue scorrerie ad Hampton Roads, Virginia, più tardi comandò le Forze Navali Confederate durante la battaglia di Mobile Bay, Alabama. La sua nave bandiera era la CSS Tennessee, che issava come insegna di commando una bandiera azzurra, simile a quelle issate da un ammiraglio anziano della Marina USA nello stesso periodo.
Ci sono testimonianze che il commodoro William F. Lynch issò una Bandiera del Servizio doganale degli Stati confederati come insegna di comando sulla nave bandiera del suo squadrone a Roanoke Island, North Carolina. Peraltro non ci sono testimonianze di un sistema di insegne di comando per commodori della Marina confederata.

## Servizio doganale degli Stati confederati
La bandiera del Servizio doganale degli Stati Confederati sembra sia siata adottata il 10 aprile 1861. Articoli di diversi giornali del Sud del tempo testimoniano che la bandiera fu disegnata dal dott. H. P. [o H. D.] Capers della Carolina del Sud. Capers modificò la “Stars and Bars” sistemando I colori verticalmente (come nella vecchia bandiera del Servizio Doganale USA), e così facendo eliminò una delle barre rosse. Il disegno risultante fu quasi identico al tricolore francese, ma con la barra azzurra più larga e con l'aggiunta di un circolo di sette stelle nella parte superiore.
Sorprendentemente, nonostante il Servizio Doganale Confederato comprendesse solo poche navi, sopravvivono almeno tre bandiere corrispondenti al disegno di base. Una è la bandiera con sette stelle della McClellan. Un'altra dalla storia sconosciuta è simile nel disegno a quella della McClellan, ma ha un'ottava stella al centro del circolo delle alter sette.
La terza bandiera sopravvissuta sembra sia stata ricavata da una bandiera francese. Le barre verticali azzurra bianca e rossa sono pressoché di egual larghezza. Le undici stelle non sono sistemate in circolo sulla barra azzurra ma sono distribuite in modo da formare una croce latina.